# Granite City (Illinois)
Granite City ist eine Stadt im Madison County im US-Bundesstaat Illinois mit 27.549 Einwohnern (Stand: 2020).

## Geografie
Granite City hat eine Fläche von 44,5 km², wovon 1,3 km² Wasserfläche sind. Sie liegt im Metro-East genannten östlichen Teil der Metropolregion Greater St. Louis um die Stadt St. Louis im benachbarten Missouri, im Westen des Madison County, nur wenige Kilometer vom Mississippi entfernt.

## Geschichte
Bereits zu Beginn des 19. Jahrhunderts siedelten die ersten Einwanderer in dieser Gegend an und begannen mit der Landwirtschaft, vor allem zur Lebensmittelversorgung von St. Louis. Um 1830 nannte man die Gegend der heutigen Stadt Six Mile, entstanden aus der Entfernung zu St. Louis.
Um 1850 kamen zwei deutsche Einwanderer, die Brüder Friedrich und Wilhelm (Frederick und William) Niedringhaus, nach St. Louis, wo sie mit der Produktion von Küchengeräten begannen. Um 1870 ließen sie sich die Herstellung von Gegenständen aus Granit patentieren und 1891 verlagerten sie die Produktion in das Gebiet von Six Mile. 1896 wurde in Anlehnung an die Granitproduktion Granite City offiziell gegründet. In den Folgejahren beschäftigten die Gebrüder Niedringhaus in ihrer Fabrik bis zu 4000 Mitarbeiter. Das Werk produzierte bis Mitte des 20. Jahrhunderts, als neue Werkstoffe wie Aluminium, Edelstahl oder Pyrex die aus Granit produzierten Gegenstände verdrängten.

## Wirtschaft
Granite City ist heute, auch bedingt durch die guten Transportmöglichkeiten für Schwertransporte über den Mississippi und den Anbindungen an die Interstates 270, 255, 70, 55 und 64, ein Industriestandort mit Niederlassungen von großen US-amerikanischen Firmen wie US Steel, Precoat Metals, Tower Automotive, Capri-Sun (US-Produktion von Capri-Sonne), Kraft Foods Group, Heidtman Steel, ADM Packaged Oils, Nestle Company und Praire Farms.

## Söhne und Töchter der Stadt
- Andrew J. Goodpaster (1915–2005), General
- Ralph Tyler Smith (1915–1972), Politiker
- Julie Conway (1919–1988), Sängerin
- Andy Phillip (1922–2001), Basketballspieler
- Jimmy Haggett (1928–2000), Country- und Rockabilly-Musiker
- Robert Olen Butler (* 1945), Hochschullehrer und Schriftsteller
- Steve Trittschuh (* 1965), Fußballspieler